# Cepora nadina
Cepora nadina is een vlindersoort uit de familie van de Pieridae (witjes), onderfamilie Pierinae.
Cepora nadina werd in 1852 beschreven door Lucas.